# Поншарра-сюр-Тюрдін
Поншарра́-сюр-Тюрді́н (фр. Pontcharra-sur-Turdine) — колишній муніципалітет у Франції, у регіоні Овернь-Рона-Альпи, департамент Рона. Населення — 2501 осіб (2011).
Муніципалітет був розташований на відстані близько 370 км на південний схід від Парижа, 31 км на північний захід від Ліона.

## Історія
До 2015 року муніципалітет перебував у складі регіону Рона-Альпи. Від 1 січня 2016 року належав до нового об'єднаного регіону Овернь-Рона-Альпи.
1 січня 2019 року Поншарра-сюр-Тюрдін, Дарезе, Лез-Ольм i Сен-Лу було об'єднано в новий муніципалітет Вендрі-сюр-Тюрдін.

## Демографія
Динаміка населення (INSEE ):
Розподіл населення за віком та статтю (2006):
| Стать | Всього | До 15 років | 15-24 | 25-44 | 45-64 | 65-85 | Понад 85 |
| --- | ------ | ----------- | ----- | ----- | ----- | ----- | -------- |
| Чоловіки | 1272   | 320         | 148   | 340   | 308   | 156   | 0        |
| Жінки | 1200   | 224         | 112   | 320   | 328   | 180   | 36       |
| \| Статево-вікова піраміда \| Статево-вікова піраміда \| Статево-вікова піраміда \| \| ----------------------- \| ----------------------- \| ----------------------- \| \| Чоловіки \| Вік \| Жінки \| \| 0 \| 85 + \| 36 \| \| 20 \| 80-84 \| 28 \| \| 44 \| 75-79 \| 28 \| \| 44 \| 70-74 \| 64 \| \| 48 \| 65-69 \| 60 \| \| 56 \| 60-64 \| 64 \| \| 112 \| 55-59 \| 80 \| \| 68 \| 50-54 \| 108 \| \| 72 \| 45-49 \| 76 \| \| 100 \| 40-44 \| 60 \| \| 72 \| 35-39 \| 92 \| \| 88 \| 30-34 \| 96 \| \| 80 \| 25-29 \| 72 \| \| 88 \| 20-24 \| 60 \| \| 60 \| 15-20 \| 52 \| \| 76 \| 10-14 \| 76 \| \| 136 \| 5-9 \| 76 \| \| 108 \| 0-4 \| 72 \| |        |             |       |       |       |       |          |
| Статево-вікова піраміда |        |             |       |       |       |       |          |
| Чоловіки | Вік    | Жінки       |       |       |       |       |          |
| 0 | 85 +   | 36          |       |       |       |       |          |
| 20 | 80-84  | 28          |       |       |       |       |          |
| 44 | 75-79  | 28          |       |       |       |       |          |
| 44 | 70-74  | 64          |       |       |       |       |          |
| 48 | 65-69  | 60          |       |       |       |       |          |
| 56 | 60-64  | 64          |       |       |       |       |          |
| 112 | 55-59  | 80          |       |       |       |       |          |
| 68 | 50-54  | 108         |       |       |       |       |          |
| 72 | 45-49  | 76          |       |       |       |       |          |
| 100 | 40-44  | 60          |       |       |       |       |          |
| 72 | 35-39  | 92          |       |       |       |       |          |
| 88 | 30-34  | 96          |       |       |       |       |          |
| 80 | 25-29  | 72          |       |       |       |       |          |
| 88 | 20-24  | 60          |       |       |       |       |          |
| 60 | 15-20  | 52          |       |       |       |       |          |
| 76 | 10-14  | 76          |       |       |       |       |          |
| 136 | 5-9    | 76          |       |       |       |       |          |
| 108 | 0-4    | 72          |       |       |       |       |          |

## Економіка
2010 року серед 1512 осіб працездатного віку (15—64 років) 1159 були активними, 353 — неактивними (показник активності 76,7%, у 1999 році було 74,3%). З 1159 активних мешканців працювали 1073 особи (551 чоловік та 522 жінки), безробітними було 86 (43 чоловіки та 43 жінки). Серед 353 неактивних 123 особи були учнями чи студентами, 148 — пенсіонерами, 82 були неактивними з інших причин.

У 2010 році в муніципалітеті числилось 1007 оподаткованих домогосподарств, у яких проживали 2547,5 особи, медіана доходів виносила 19 231 євро на одного особоспоживача